# South Australian Open dicembre 1982
Il South Australian Open 1982 è stato un torneo di tennis giocato sull'erba. È stata la 6ª edizione del Torneo di Adelaide, che fa parte del Volvo Grand Prix 1982. Si è giocato ad Adelaide in Australia dal 20 al 29 dicembre 1982.

## Campioni

### Singolare
Mike Bauer ha battuto in finale  Chris Johnstone con il punteggio di 4–6, 7–6, 6–2

### Doppio
Pat Cash /  Chris Johnstone hanno battuto in finale  Broderick Dyke /  Wayne Hampson con il punteggio di 6–3, 6–7, 7–6